# Feniks (miasto biblijne)
Feniks – port morski na południowym wybrzeżu Krety wymieniony w Nowym Testamencie (Dz 27,12); wymieniany jest też przez innych starożytnych autorów (Ptolemeusz, Strabon). 
Od XIX wieku utożsamiany jest zwykle z miejscowością Lutro, położoną na wschód od przylądka Mouros. Taką identyfikację zaproponował w 1856 roku James Smith, który uważał, że jest to najbardziej bezpieczne miejsce na port. Port prawdopodobnie był położony na zachodnim brzegu przylądka Mouros, na co wskazują inskrypcje. W VI wieku miejsce to zostało nawiedzone przez trzęsienie ziemi.